# Bier her, Bier her, oder ich fall um
Bier her, Bier her, oder ich fall um ist ein deutsches Volks- und Trinklied mit unbekannter Urheberschaft. Es entstand zwischen Ende des 19. und Anfang des 20. Jahrhunderts.
Die Melodie des Liedes basiert auf dem Schlaflied Stille stille kein Geräusch gemacht aus dem 19. Jahrhundert, dessen Urheberschaft ebenfalls ungeklärt ist. Es wird im 2/4-Takt in unterschiedlichen Tonarten gespielt und wurde, wie viele Volkslieder, vielfach interpretiert.

## Aufbau
Das Stück, wie es etwa im von J. Weirich zusammengestellten Sport-Liederbuch (1921) aufgeführt ist, hat zwei Strophen. Diese führen das Verlangen, Bier zu erhalten, und die Folgen einer Verweigerung dieses Wunsches in nur zwei Versen, die von der titelgebenden und wiederholten Zeile eingerahmt werden, wie folgt aus:
Bier her, Bier her, oder ich fall um

Bier her, Bier her, oder ich fall um

Soll das Bier im Keller liegen

und ich hier die Ohnmacht kriegen?

Bier her, Bier her, oder ich fall um

Bier her, Bier her, oder ich fall um

Bier her, Bier her, oder ich fall um

Wenn ich nicht gleich Bier bekumm

schmeiß ich die ganze Kneipe um (drum:)

Bier her, Bier her, oder ich fall um
In Variationen wird hinter die erste Zeile zum Übergang noch „juchhe“ oder eine Wiederholung von „fall um“ gesetzt.
Im 19. Jahrhundert wird das Lied auch nur mit einer Strophe angeführt.

## Verbreitung
Das Stück gehört zum Repertoire der Musik in Bierzelten und in der Volksmusik. Es gibt Arrangements etwa für Akkordeons und traditionelle Blaskapellen, teils als Marsch gespielt. Der Text kann auf Hochdeutsch gesungen werden, wobei in einigen süddeutschen Interpretationen das Wort ich durch das bairische „i“ ersetzt wird.
Mehrfach erfolgte auch die Einbettung in Medleys aus Trink- und Stimmungsliedern, volkstümlich bei Klaus und Klaus (Ein Prosit der Gemütlichkeit, 1995), konzertant bei Erich Kunz (1982) oder in Punk-Versionen der Leeren Versprechungen (1989) und von Tom Angelripper (1995).